# Faustino Reyes López
Faustino Reyes López (Marchena, Sevilla, 1975) és un boxejador espanyol, ja retirat, guanyador d'una medalla olímpica.
Va néixer el 4 d'abril de 1975 a la ciutat de Marchena, a la província de Sevilla (Andalusia).
Va participar, als 17 anys, en els Jocs Olímpics d'Estiu de 1992 celebrats a Barcelona (Catalunya), on va aconseguir guanyar la medalla de plata en la prova de pes ploma.